# Lucy Gaskell
Lucy Gaskell (Wigan, 10 luglio 1980) è un'attrice britannica.

## Vita privata
Dal dicembre 2007 è sposata con l'attore scozzese Mark Bonnar. La coppia ha due figli.

## Filmografia parziale

### Cinema
- The Plan (The Last Drop), regia di Colin Teague (2006)
- Lesbian Vampire Killers, regia di Phil Claydon (2009)
- Final Score, regia di Scott Mann (2018)

### Televisione
- Cutting It - serie TV, 18 episodi (2002-2004)
- Dungeons & Dragons 2: Wrath of the Dragon God - film TV (2005)
- Whatever It Takes - film TV (2009)
- Being Human - serie TV, 4 episodi (2010)
- Casualty - serie TV, 45 episodi (2010-2011)
- Misfits - 3 episodi (2012)
- The A Word - serie TV, 5 episodi (2017)